# فريدي براون (لاعب كرة قدم أمريكية)
فريدي براون (بالإنجليزية: Freddie Brown)‏ هو لاعب كرة قدم أمريكية أمريكي، ولد في 24 يونيو 1986 في لا فيرني في الولايات المتحدة.